# Пуболь
Пу́боль (кат. и исп. Púbol) — деревня в комарке Баш-Эмпорда провинции Жирона (Каталония, Испания). Вместе с Кадакесом и Фигерасом входит в «Треугольник Дали».
В средние века деревня — центр баронии Пуболь. В это время был построен Замок Пуболь. В 1962 году Сальвадор Дали приобрёл замок для своей жены Галы. Они проживали здесь до смерти Галы в 1982 году. Тогда же испанский король Хуан Карлос I пожаловал Дали титул маркиза Пуболя. Сейчас замок превращён в музей Сальвадора Дали, в нём находится множество его работ.
В 2005 году население Пуболя составляло 141 человека.